# Enclosed Alphanumerics
Enclosed Alphanumerics (Alfanumerici racchiusi in lingua inglese) è un blocco Unicode. È costituito da 160 caratteri nell'intervallo U+2460-U+24FF.
Sono presenti lettere, cifre e numeri circondati da cerchi e parentesi o seguiti da un punto fermo. Non fanno parte di questo blocco i glifi © (simbolo di copyright), ℗ (simbolo di copyright di Sound Recording) e ® (marchio registrato).

## Uso nella lingua giapponese
I caratteri di questo blocco sono spesso utilizzati nella lingua giapponese, dove prendono il nome di 囲み文字?, kakomi moji, ovvero "caratteri incorniciati".
Dato che il sistema di scrittura giapponese prevede che tutti i caratteri abbiano la stessa larghezza, l'uso degli Enclosed Alphanumerics è particolarmente utile nei punti elenco numerici, in quanto permette di indicare i numeri fino a 20 occupando lo spazio di un singolo carattere, mantenendo così l'allineamento della colonna di numeri.

## Tabella compatta di caratteri

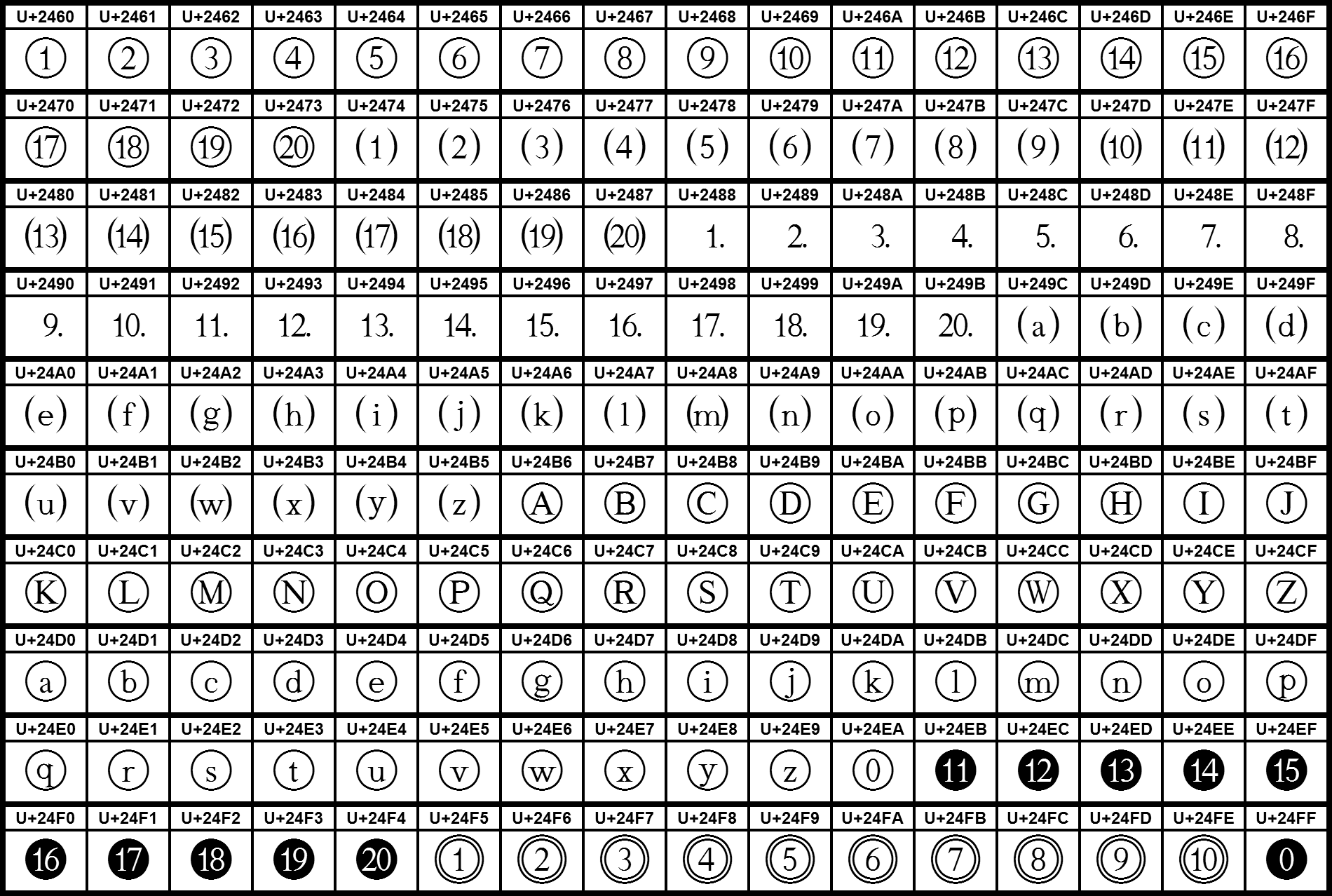
Enclosed Alphanumerics

|     | 0 | 1 | 2 | 3 | 4 | 5 | 6 | 7 | 8 | 9 | A | B | C | D | E | F |
| --- | - | - | - | - | - | - | - | - | - | - | - | - | - | - | - | - |
| 246 | ① | ② | ③ | ④ | ⑤ | ⑥ | ⑦ | ⑧ | ⑨ | ⑩ | ⑪ | ⑫ | ⑬ | ⑭ | ⑮ | ⑯ |
| 247 | ⑰ | ⑱ | ⑲ | ⑳ | ⑴ | ⑵ | ⑶ | ⑷ | ⑸ | ⑹ | ⑺ | ⑻ | ⑼ | ⑽ | ⑾ | ⑿ |
| 248 | ⒀ | ⒁ | ⒂ | ⒃ | ⒄ | ⒅ | ⒆ | ⒇ | ⒈ | ⒉ | ⒊ | ⒋ | ⒌ | ⒍ | ⒎ | ⒏ |
| 249 | ⒐ | ⒑ | ⒒ | ⒓ | ⒔ | ⒕ | ⒖ | ⒗ | ⒘ | ⒙ | ⒚ | ⒛ | ⒜ | ⒝ | ⒞ | ⒟ |
| 24A | ⒠ | ⒡ | ⒢ | ⒣ | ⒤ | ⒥ | ⒦ | ⒧ | ⒨ | ⒩ | ⒪ | ⒫ | ⒬ | ⒭ | ⒮ | ⒯ |
| 24B | ⒰ | ⒱ | ⒲ | ⒳ | ⒴ | ⒵ | Ⓐ | Ⓑ | Ⓒ | Ⓓ | Ⓔ | Ⓕ | Ⓖ | Ⓗ | Ⓘ | Ⓙ |
| 24C | Ⓚ | Ⓛ | Ⓜ | Ⓝ | Ⓞ | Ⓟ | Ⓠ | Ⓡ | Ⓢ | Ⓣ | Ⓤ | Ⓥ | Ⓦ | Ⓧ | Ⓨ | Ⓩ |
| 24D | ⓐ | ⓑ | ⓒ | ⓓ | ⓔ | ⓕ | ⓖ | ⓗ | ⓘ | ⓙ | ⓚ | ⓛ | ⓜ | ⓝ | ⓞ | ⓟ |
| 24E | ⓠ | ⓡ | ⓢ | ⓣ | ⓤ | ⓥ | ⓦ | ⓧ | ⓨ | ⓩ | ⓪ | ⓫ | ⓬ | ⓭ | ⓮ | ⓯ |
| 24F | ⓰ | ⓱ | ⓲ | ⓳ | ⓴ | ⓵ | ⓶ | ⓷ | ⓸ | ⓹ | ⓺ | ⓻ | ⓼ | ⓽ | ⓾ | ⓿ |